# Piszczacze
Piszczacze (ukr. Пищаче) – wieś na Ukrainie, w obwodzie iwanofrankiwskim, w rejonie kołomyjskim.